# Lake Tiriara
Lake Tiriara är en sjö i Cooköarna (Nya Zeeland). Den ligger i den östra delen av landet. Lake Tiriara ligger 63 meter över havet. Den ligger på ön Mangaia.